# 岩城氏
岩城氏是發跡日本東北地方的氏族，為桓武平氏之後。岩城氏是「常陸平氏」的庶系子孫；「海道平氏」的嫡系子孫。是前1000大的日本姓氏，排名第788位的姓氏。